# Mane Attraction
Mane Attraction es el cuarto álbum de estudio de la banda de rock estadounidense White Lion, publicado en 1991 por la disquera Atlantic Records. El álbum alcanzó la posición # 61 en la lista de éxitos The Billboard 200 en los Estados Unidos y la # 31 en el Reino Unido.

## Lista de canciones
1. "Lights and Thunder" – 8:10
2. "Broken Heart" – 4:09
3. "Leave Me Alone" – 4:26
4. "Love Don't Come Easy" – 4:11
5. "You're All I Need" – 4:29
6. "It's Over" – 5:19
7. "Warsong" – 6:59
8. "She's Got Everything" – 6:56
9. "Till Death Do Us Part" – 5:33
10. "Out with the Boys" – 4:35
11. "Blue Monday" – 4:23
12. "Farewell to You" – 4:22

Todas las canciones escritas por Bratta/Tramp

## Créditos
- Mike Tramp - Voz
- Vito Bratta - Guitarras
- James LoMenzo - Bajo
- Greg D'Angelo - Batería